# توماس باب
توماس باب (بالإنجليزية: Thomas Babe)‏ هو كاتب سيناريو أمريكي، ولد في 13 مارس 1941 في بوفالو في الولايات المتحدة، وتوفي في 6 ديسمبر 2000 في ستامفورد في الولايات المتحدة بسبب سرطان الرئة.

## روابط خارجية
- توماس باب على موقع IMDb (الإنجليزية)